# Britney Gallivan
Britney Gallivan (nacida en 1985 en Pomona, California) es conocida principalmente por haber determinado el número máximo de veces que se puede doblar un determinado papel u otro material no comprimible.

## Biografía
En enero de 2002, siendo todavía estudiante de secundaria, Gallivan demostró que un único trozo de papel de 4.000 pies (aproximadamente 1200m) de longitud puede ser doblado por la mitad doce veces. Hasta entonces se creía empíricamente que el límite era únicamente 8 veces. También dobló una lámina cuadrada de oro por la mitad 12 veces. No solo realizó la demostración empírica, sino que también dedujo una ecuación para calcular la anchura del papel W necesaria para doblar una hoja de grosor t un número dado de veces n.
En mayo de 2007 Britney Gallivan se graduó por la Universidad de California, Berkeley con un diploma en Ciencia Medioambiental del Colegio de Recursos Naturales.

## Teorema del doblado de papel
Para el plegado en una sola dirección (usando una tira larga de papel), la longitud exacta requerida de la tira L es
{\displaystyle L={\frac {\pi t}{6}}\left(2^{n}+4\right)\left(2^{n}-1\right),}
donde t representa el grosor del material a plegar, L es la longitud del trozo de papel a plegar en una sola dirección y n representa el número de pliegues deseados.
Un límite superior y una aproximación cercana del ancho de papel real necesario para el plegado en dirección alternativa es
{\displaystyle W=\pi t2^{(3/2)\left(n-1\right)},}
donde W es el ancho de un trozo de papel cuadrado con un grosor de t, y  n  es el número deseado de pliegues que se realizarán en direcciones alternativas. Para un papel que no sea cuadrado, por ejemplo, que tenga una relación de 2:1, la ecuación anterior todavía da un límite preciso.